# Lavalantula – Angriff der Feuerspinnen
Lavalantula – Angriff der Feuerspinnen (Originaltitel: Lavalantula) ist ein US-amerikanischer Science-Fiction-Fernsehfilm mit Horror-Elementen aus dem Jahr 2015. Für den Fernsehsender Syfy produziert, erlebte der Film am 25. Juli 2015 dort seine Erstausstrahlung; der Verkaufsstart als DVD- und Blu-ray-Version startete in Deutschland am 1. März 2016. Unter der Regie von Mike Mendez wurde der mäßig bis durchschnittlich bewertete Streifen in Los Angeles, das auch Schauplatz der Filmhandlung ist, gedreht. Mit 2 Lava 2 Lantula! entstand 2016 eine Fortsetzung.

## Handlung
Für Colton West, einen ehemals gefeierten Filmstar, sieht es schlecht aus. Vor zwei Jahrzehnten noch groß im Geschäft und bei keinem Actionfilm fehlend, muss sich der alternde Schauspieler nun mit Rollen in drittklassigen Horrorfilmen begnügen. Der wahre Schrecken sucht Colton persönlich jedoch wenig später heim: nach vulkanischen Eruptionen am Rande von Los Angeles bahnen sich feuerspeiende Spinnen aus den Tiefen der Erde ihren Weg an die Oberfläche. Colton, der mit den Biestern konfrontiert wird und in ihnen schnell eine Gefahr für Los Angeles und dessen Einwohner erkennt, versucht zunächst, andere zu warnen – aufgrund seiner Bekanntheit als Schauspieler halten die meisten Angesprochenen seine Aussagen aber für unwahr. Erst als es zu spät ist und die Arachniden die Stadt erreichen, was für erste Opfer sowie Zerstörungen sorgt, nehmen neben Colt, der schon bald auf der Suche nach seiner Frau Olivia wie auch seinem Sohn Wyatt ist, auch andere den Kampf gegen die gnadenlosen Kreaturen auf.

## Rezeption
Lavalantula – Angriff der Feuerspinnen erhielt unter Beachtung seiner gewollt absurd inszenierten Handlung und des bewussten „Trash-Faktors“ zumeist durchschnittliche Kritiken. Hervorgehoben wurde die Präsenz vieler, bereits aus Police Academy bekannter Persönlichkeiten wie Michael Winslow, Marion Ramsey und Leslie Easterbrook. Dazu schrieb z. B. Peter Osteried auf kino-zeit.de, dass „das … den Reiz dieses Heulers aus[mache], der ansonsten nach allen objektiven und subjektiven Kriterien ein Stück filmischen Mülls ist“, der Film aber „immerhin … so übel [sei], dass es launig ist“.

„Handlung und Effekte inklusive der vollständig am Computer entstandenen Spinnen sind auf billigstem Niveau, ganz wie es die Fans goutieren. Wer’s mag. […]“

Auf kino.de wird von einem „gut gelaunten Tierhorror-Katastrophenfilm“ gesprochen und das Anschauen des Films als „Pflicht für Trashfans“ bezeichnet.

„[…] Mit tatsächlichem Trash … überhaupt nichts zu tun. […] ‚Lavalantula‘ … ist nicht ganz so bemüht selbstironisch wie andere Abschreibungsprojekte von Syfy oder The Asylum, die großzügig aus ehemaligen ‚Police-Academy‘-Stars rekrutierte Besetzung macht sogar durchaus Spaß. Kein guter und auch kein guter nicht-guter Film, aber eben ein halbwegs erträglicher.“